# Drönarincidenten i Tokyo 2015

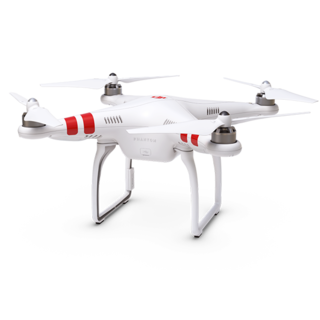
En Phantom 2-drönare, en sådan som flögs vid incidenten.

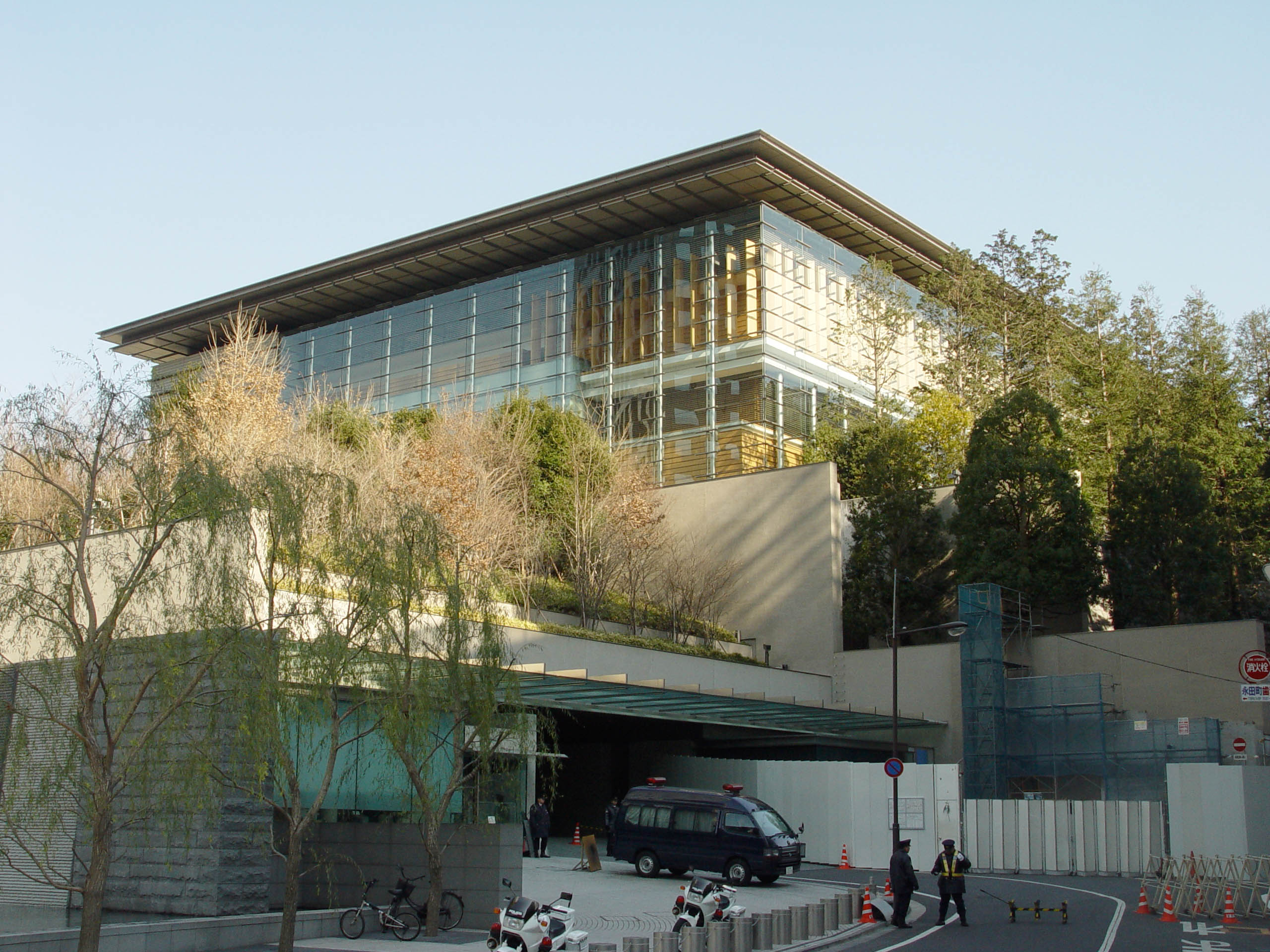
Den japanska premiärministers kontor

Drönarincidenten i Tokyo 2015 var när en drönare av märket Phantom 2 som hade spår av strålning hittades på taket på den japanska premiärministerns kontor. Drönaren flögs av Yasuo Yamamoto, som protesterade mot kärnvapen från Fukui prefektur. Yamamoto flög där drönaren innehållande cesium från Fukushima prefektur den 9 april, men drönaren hittades inte förrän den 22 april.
Yamamoto fick sedan ett straff på två år i fängelse och incidenten ledde till strängare regler för drönare i Japan. Detta och många andra incidenter med drönare ledde till att landet blev mycket mer medvetet om problem relaterade till drönare.

## Yasuo Yamamoto
Yasuo Yamamoto var en arbetslös 40-årig man från Fukui prefektur och en före detta anställd i Japans självförsvarsstyrkor och bodde i Obama. I Fukui prefecture ligger 13 av Japans 48 kärnreaktorer fortfarande i bruk, och 2014 aktiverades dessa efter att de stått stilla sedan Jordbävningen vid Tohoku 2011 och Fukushima-olyckan vilket skapade en stor debatt.
I juli 2014 startade Yamamoto en blogg som han kallade "Santa Kantei" (svenska: Tomten vid premiärministerns kontor). Han kallade i ett blogginlägg sig själv för "en ensam varg" och i ett annat inlägg sa han "jag skulle inte tveka att begå ett terrordåd för att stoppa uppstarten av kärnreaktorerna”. I oktober 2014 använde han en drönare för att övervaka Sendai kärnkraftverk i Kagoshima prefektur som senare startade upp igen.
I oktober 2014 åkte han till Fukushima för att få tag i förorenad sand. Yamamoto funderade på flera metoder för att få uppmärksamhet för sitt budskap och funderade på att landa drönaren med sanden från Fukushima vid en bostadsanläggning i USA. Den 24 december, då den japanska premiärministern Shinzō Abes nya regering tillsattes, hade han tänkt att göra sin flygning med drönaren till premiärministerns kontor från en närliggande park, men gjorde inte detta eftersom det var för stressigt. I mars 2015 besökte han återigen Fukushima prefektur för att samla på sig förorenad sand.

## Flygningen
Den 7 april 2015 lämnade Yamamoto sitt hem och reste till Tokyo med sin drönare av märket DJI Phantom 2. Dessa drönare säljs bara i vitt, men Yamamoto hade målat sin svart, målat över LED-lamporna på den med svart och placerat ett klistermärke med en strålningssymbol på den. Han tänkte egentligen flyga sin drönare dagen efter, men vädret var för dåligt denna dag, så han bestämde sig istället för att ta det nästa dag. Den 9 april klockan 3:30 på morgonen flög han drönaren från en parkeringsplats som låg nära premiärministerns kontor. Han planerade att landa drönaren framför kontoret, men förlorade kontrollen över den och den landade på taket på premiärministerns kontor som fungerar som en helikopterplatta.
Efter att ha tappat kontrollen över drönaren åkte Yamamoto tillbaka till sitt hem i Fukui och skrev på sin blogg om hur inga rapporter hade gjorts om hans drönare. Den 18 april visade han en bild på sig själv när han förberedde en ny drönare.

### Upptäckande
Drönaren hittades av en tillfällighet den 22 april av en regeringstjänsteman som tog nyanställda på en rundtur i byggnaden.

## Dom
Efter att drönaren hittades gick Yamamoto till polisen den 24 april 2015 vid polisstationen i Obama, förklarade sig och blev arresterad. Dagen efter blev han förd till Tokyo.
Den 16 februari 2016 dömde tingsrätten i Tokyo honom till två års fängelse och han fick sin drönare konfiskerad.

## Efterföljd

### Ändringar i lag
Innan incidenten var drönare enbart förbjudna nära flygplatser eller vid flygbanor. Japans parlament stiftade en lag som förbjöd flygningar med drönare nära platser som vid premiärministerns kontor, Kejsarpalatset i Tokyo, högsta domstolen och kärnreaktorer. Att ändå göra detta resulterar i antingen ett års fängelse eller böter på 500 000 yen. Flygskärmar skulle också gälla i denna lag.
I december 2015 ändrade Japans parlament lagen om civil luftfart och förbjöd flygningar med drönare som väger över 200 gram i storstadsområden, över 150 meter i höjd, samt nära flygplatser. Detta betydde alltså att drönare var förbjudna i alla Tokyos 23 stadsdelskommuner, även om tillstånd kan ges vid vissa undantagsfall.

### Polisåtgärder
Efter incidenten undersökte polisen i Tokyo olika alternativ till åtgärder mot drönare, och Japans polis föreslog att satsa 400 000 000 yen på åtgärder mot drönare. Planen var att skaffa radar, kameror och nät designade för att fånga drönare.
Polisen planerade att använda jaktplan för att fånga frönare, och i januari 2016 hade polisen i Tokyo skaffat en drönare för att fånga andra misstänkta drönare och de gick senare ut med att de planerade att skaffa ytterligare 10 drönare till februari 2016. Maratonet i Tokyo 2016 var det första evenemanget där polisen planerade att använda drönare som en del av evenemangets säkerhet, där ett antal drönare användes.